# Eusebio Poncela Aprea
Eusebio Poncela Aprea (Madrid, 15 de setembre de 1947) és un actor, productor i guionista espanyol. Forjat en el teatre de les acaballes del franquisme, el seu treball en sèries d'èxit i la seva vinculació al cinema d'autor el converteixen en un dels actors més representatius de la Transició i els primers anys de la democràcia.

## Inicis
Després de graduar-se en Art Dramàtic, comença a actuar en teatre a mitjan dècada de 1960. Debuta amb l'obra Mariana Pineda i és sobre les taules on triomfa plenament. Protagonitza Romeo i Julieta al costat de María José Goyanes i un dels seus primers èxits en el Teatro Español és Marat-Sade en la companyia d'Adolfo Marsillach. A partir de 1970 compagina la seva activitat teatral amb treballs en cinema i televisió; per a Estudio 1 protagonitza, entre d'altres, Los bandidos, de Schiller, amb Juan Diego i Marisa Paredes.
Intervé en pel·lícules com Fuenteovejuna o La muerte del escorpión, alternant papers protagonistes i secundaris.

## Arrebato
Despunta en el setè art a partir d' Arrebato (1979), pel·lícula innovadora d'Iván Zulueta on el poder d'absorció de la heroïna corre paral·lel al poder hipnòtic de la imatge. És una pel·lícula de caràcter avantguardista, tant en la forma com en el seu contingut. S'estrena en el context de la moguda madrilenya i, malgrat el seu èxit, roman en l'ombra durant la dècada dels 90, fins a la seva reestrena l’any 2002 i la seva reedició en DVD.
Eusebio Poncela interpreta a José Sirgado, un director de cinema de trenta i pocs anys que acaba de muntar la seva última pel·lícula. La seva addicció a l'heroïna fa que la seva perspectiva del món real sigui distorsionada, com en un somni. Encara que és seriós i de personalitat inestable, el seu caràcter millora en rebre els enregistraments de Pedro, amb qui comparteix la seva passió pel cinema.
Aquest mateix any protagonitza Operación Ogro, dirigida per Gillo Pontecorvo.

## L'èxit i Los gozos y las sombras
El gran èxit de popularitat li arriba amb el seu paper de Carlos Deza en la sèrie Los gozos y las sombras (1982), adaptació de l'obra literària de Gonzalo Torrente Ballester amb Charo López, Amparo Rivelles i Carlos Larrañaga en els altres papers principals. Anteriorment havia participat en Curro Jiménez i més tard, també per a TVE, protagonitza Las aventuras de Pepe Carvalho.

## Treball amb Pedro Almodóvar
En la dècada de 1980 es converteix en un actor popular del cinema espanyol. El 1986 participa en la pel·lícula Matador i a l'any següent a La ley del deseo.

### MatadoriLa ley del deseo
Matador realitzada el 1986, produïda per Andrés Vicente Gómez sota la direcció de Pedro Almodóvar va comptar amb les actuacions d'Eusebio Poncela com el comissari, Assumpta Serna, Antonio Banderas i Nacho Martínez. El crític Fernando Morales del periòdic El País va dir que era "Un dels més característics i apassionats melodrames d'Almodóvar".
La ley del deseo conta la història de Pablo (Eusebio Poncela), un director de cinema homosexual que coneix Antonio (Antonio Banderas) la nit de l'estrena d'una de les seves obres, la qual cosa portarà tràgiques conseqüències. Una escena coneguda, que va ser bastant polèmica en el seu moment, és la que mostra a Antonio mantenint sexe anal amb Pablo.

## Pel·lícules destacades
Treballa amb directors com Carlos Saura (El Dorado), Imanol Uribe (El rey pasmado) i destaca a El arreglo o a Diario de invierno. El 1986 treballa amb Pilar Miró (Werther).

## Argentina
Durant un temps desapareix de l'escena espanyola i es trasllada a l'Argentina, on rep la crida d'Adolfo Aristarain per a interpretar Dante a Martín (Hache), collint excel·lents crítiques. El 1993 participa com a protagonista en el vídeo clip Matador de la banda de rock argentina Los Fabulosos Cadillacs.

## Any 2001
En 2001 comparteix protagonisme amb Ángela Molina a Sagitario, debut en la direcció de Vicente Molina Foix i intervé a la minisèrie Viento del pueblo, biografia de Miguel Hernández a qui dona vida Liberto Rabal. Altres pel·lícules recents són Tuno negro, Remake, Los Borgia o Teresa, el cuerpo de Cristo.
Prossegueix la seva carrera en teatre, i participa en coproduccions com Intacto, junt amb Max von Sydow, per la que és candidat al Premi Goya com a millor actor, o l'argentina Hermanas, de Julia Solomonoff, que revisa l'abans i el després de la dictadura militar.
En 2004 rep el Premi Nacional de Cinematografia Nacho Martínez que cada any atorga el Festival Internacional de Cinema de Gijón.
En 2015 en la sèrie Carlos, Rey Emperador interpretà al cardenal Cisneros, paper que havia interpretat anteriorment a la sèrie Isabel. També aquest any apareix com Cisneros en un capítol de la primera temporada d'El Ministerio del Tiempo.

## Filmografia
- La corona partida (2016)
- Bluu, last days of Ibiza (2013)
- Querida, voy a comprar cigarrillos y vuelvo (2011)
- La herencia Valdemar (2010)
- I Come with the Rain (2009)
- Teresa, el cuerpo de Cristo (2007)
- Los Borgia (2006)
- Remake (2006)
- Hermanas (2005)
- Occhi di cristallo (2004)
- Barbie también puede estar triste (2003)
- La agonía (2003)
- 800 balas (2002)
- Intacto (2001)
- Vidas privadas (2001)
- Cabecita rubia (2001)
- Sagitario (2001)
- Tuno negro (2001)
- Luz de inocencia (2000)
- La sombra de Caín (1999)
- La sonámbula, recuerdos del futuro (1998)
- La casa de Tourneur (1997)
- Martín (Hache) (1997)
- La balada de Donna Helena (1994)
- Una sombra ya pronto serás (1994)
- El beso del sueño (1992)
- El laberinto griego (1992)
- El juego de los mensajes invisibles (1991)
- El rey pasmado (1991)
- El invierno en Lisboa (1990)
- Delirios de amor: Capítol Párpados (1989)
- Continental (1989)
- Diario de invierno (1988)
- El Dorado (1988)
- La ley del deseo (1987)
- Matador (1986)
- Werther (1986)
- El arreglo (1983)
- Valentina (1982)
- Entre paréntesis (1982)
- Just a film (Una película) (1981)
- Sus años dorados (1980)
- Arrebato (1979)
- Operación Ogro (1979)
- Una historia (1978)
- Mi blanca Varsovia (1978)
- In Memoriam (1977)
- La muerte del escorpión (1975)
- Larga noche de julio (1974)
- El asesino está entre los trece (1973)
- Separación matrimonial (1973)
- Zumo (1972)
- La casa sin fronteras (1972)
- Fuenteovejuna (1972)
- La semana del asesino (1972)
- Pastel de sangre (1971)

## Obres de teatre
- Esta no es La Casa de Bernarda Alba (2017)
- Una Luna Para Los Desdichados (A Moon For The Misbegotten) (2012)
- Las estrellas nunca mueren (2010)
- Edipo. Una trilogía: Edipo Rey, Edipo en Colono i Antígona (2009)
- Macbeth (2004)
- Diálogo en re mayor (1996)
- Los bellos durmientes (1994)
- Casi una diosa (1993)
- Guerrero en casa (1992)
- Catón (1989)
- El hombre del destino (1989)
- Orquídeas a la luz de la luna (1988)
- Locos de amor (1985)
- La gata sobre el tejado de zinc (1984)
- Cementerio de automóviles (1977)
- Chao (1972)
- Sabor a miel (1971)
- Romeo y Julieta (1970)
- Marat-Sade (1968)
- Mariana Pineda (1967)

## Televisió
- Merlí: Sapere aude - Segona temporada (2021)
- El accidente (2017-2018)
- Águila Roja (2015-2016)
- Carlos, Rey Emperador (2015)
- El Ministerio del Tiempo (2015)
- Isabel (2013-2014)
- El pacto (2011)
- Hermanos y detectives (2007)
- Ausiàs March (2003)
- Viento del pueblo: Miguel Hernández (2002)
- El secreto de la porcelana (1998)
- Un día volveré (1993)
- Las aventuras de Pepe Carvalho (1986)
- Los gozos y las sombras (1982)
- El juglar y la reina (1978)
- Padres e hijos (1978)
- Curro Jiménez (1977)
- El quinto jinete (1975)
- El Teatro: Fuenteovejuna (1975)
- Estudio 1 - 6 episodis (1974-1981)
- Los libros (1974-1977)
- Novela (1972-1977)
- Hora once (1971-1972)
- Cuentos y leyendas (1968-1974)

## Premis i candidatures
Premis Iris
| Any  | Categoria    | Sèrie de TV           | Resultat  |
| ---- | ------------ | --------------------- | --------- |
| 2016 | Millor actor | Carlos, Rey Emperador | Guanyador |

Premis Cóndor de Plata
| Any  | Categoria              | Pel·lícula     | Resultat  |
| ---- | ---------------------- | -------------- | --------- |
| 1998 | Millor actor secundari | Martín (Hache) | Guanyador |

Premis Goya
| Any  | Categoria    | Pel·lícula | Resultat |
| ---- | ------------ | ---------- | -------- |
| 2001 | Millor actor | Intacto    | Nominat  |

Premis Sant Jordi
| Any  | Categoria                                    | Pel·lícula     | Resultat  |
| ---- | -------------------------------------------- | -------------- | --------- |
| 1997 | Millor actor espanyol                        | Martín (Hache) | Guanyador |
| 1983 | Millor actor espanyol                        | El arreglo     | Guanyador |
| 2017 | Premi especial a la trajectòria professional |                | Guanyador |

Fotogramas de Plata
| Any  | Categoria                     | Treball                 | Resultat |
| ---- | ----------------------------- | ----------------------- | -------- |
| 1983 | Millor actor de cinems        | El arreglo              | Nominat  |
| 1982 | Millor intèrpret de televisió | Los gozos y las sombras | Nominat  |

Premis de la Unión de Actores
| Any  | Categoria                           | Treball | Resultat |
| ---- | ----------------------------------- | ------- | -------- |
| 2014 | Millor actor secundari de televisió | Isabel  | Nominat  |

Fantasporto
- Millor actor el 1980 per Arrebato

Premis ACE (Nova York)
- Millor actor el 1986 per Werther

Festival Internacional de Cinema de Gijón
- Premi Nacional de Cinematografia Nacho Martínez (2004)